# Lakatos Demeter
Lakatos Demeter, családi nevén Demeter László (Szabófalva, 1911. november 9. – Szabófalva, 1974. augusztus 21.) az első híres moldvai csángó költő, az északi csángó nyelvjárás egyetlen szépirodalmi megörökítője.

## Életútja
Az elemi iskolát szülőfalujában román nyelven végezte; a magyar helyesírást nem volt alkalma megtanulni soha, magyar verseit román ortográfiával jegyezte le. Lakatosmesterséget tanult, de kalandos természete el-elragadta szakmájától. Egy ideig a bukaresti Universul konzervatív napilap alkalmi tudósítója lett Kolozsvárt, majd visszatérve Moldvába román színjátszó csoportot szervezett, s ennek a bojárokat, hatalmasokat gúnyoló műsorával járta a falvakat. Később megint lakatos munkás, falujából ingázott Romanba, előbb az ottani vajgyárba, majd a csőgyárba.
Kolozsvári tartózkodása idején került kapcsolatba magyar írókkal, költőkkel. Dsida Jenő vette pártfogásába, ő mutatta be a Keleti Újságban, s a Halotti Beszéd kezdő szavait írva cikke fölé, közreadta egy magyar nyelvű versét is (1935). Ugyanott néhány hónap múlva egy népmeseszerű prózai írása is megjelent. Aztán elfeledték... 1956-ban a folklorista Faragó József fedezte fel újra, bemutatva három versét az Utunkban.
Nagy időbeli szünetekkel összesen 45 verse jelent meg erdélyi magyar és magyarországi lapokban, folyóiratokban. Saját számításai szerint sok ezer verset írt magyar és román nyelven. Románul csak alkalmi rigmusai jelentek meg helyi lapokban, s ezek nem haladták meg a falusi rímfaragók szintjét, magyarul viszont századok mélyéből felkongó nyelvjárással írt, s ez a sajátosság élteti magyar költészetét. Verses önéletrajzát így kezdi: „Móduvának szép tájaind születem, Ös apáimnak a nyelvit üresztem.” A természet fiának vallotta magát, költői képeit – noha egész életében gyári, sőt nagyipari munkás volt – a falusi világból vette, a mezei munka, a pásztorkodás szépségeit énekelve. Különös kontrasztja poézisének, hogy az Ómagyar Mária-siralom hangján szól, panaszol, kérlel a csángókért.
Verseire legalább annyira figyeltek a néprajz és a nyelvészet kutatói, mint a költők, írók. Azt is mondhatjuk, hogy a magyar folklór művelői Erdélyben, Magyarországon és Jugoszláviában, sőt Nyugaton is jobban számon tartották, mint az irodalomkritika. Újra meg újra ismétlődő kísérletek történtek, hogy verseiből válogatás jelenhessék meg. A bukaresti Irodalmi és Művészeti Kiadó 1959-re tervbe is vette a kötetet. „Érdekességnek számítanak egy moldvai csángó népköltő, Lakatos Demeter kötetbe gyűjtött versei” – tájékoztatta a sajtót Méliusz József, a Kiadó magyar osztályának vezetője.
A Kriterion felkérésére foglalkozott a kötettel Szabó T. Attila és Farkas Árpád is, de csak halála után, 1986-ban jelenhetett meg Budapesten verseskötete Csángó strófák címmel, a Magyar Csoportnyelvi Dolgozatok 26. kiadványaként. Elsősorban nyelvjárási vonatkozásaira való tekintettel rendezte sajtó alá Hajdu Mihály egyetemi tanár diákjaival, csatolva Udvardy Frigyes bibliográfiáját, melyben a Petőfi- és Kossuth-adókon, ill. előadóesteken elhangzott versek és az idevágó szakdolgozatok is szerepelnek. Ebből válogatást adott ki Svájcban (hasonló címmel) Szabó T. Ádám. Egy harmadik és leggazdagabb verseskötete Búcsú az ifjúságtul (Budapest, 1992) Bajkó Sándor, Bartis Árpád és Domokos Pál Péter gyűjtéseiből állott össze, felvételeit Csoma Gergely, Halász Péter és Kovács László, borítóját Szervátiusz Tibor készítette.
Aláírása Lakatas Demeter, román versei alatt Mitică Lăcătușu. Utóbbi került fel sírkeresztjére is a szabófalvi temetőben, miután utolsó éveiben házi őrizetben sínylődött – magyar versei miatt.

## Művei
- Csángó strófák; ELTE–MTA Nyelvtudományi Intézet, Bp., 1986 (Magyar csoportnyelvi dolgozatok)
- Csángú strófák, válogatott versek, Európai Protestáns Magyar Szabadegyetem, Bern, 1988, ISBN 3-85421-027-2
- Búcsú az ifjúságtul; sajtó alá rend. Libisch Győző, előszó Domokos Pál Péter; Áramlat, Bp., 1992
- Csángú országba, Összegyűjtött versek, mesék és levelek, II. kötet, összeállította: Libisch Győző, Lakatos Demeter Csángómagyar Kulturális Egyesület, Budapest, 2003, ISBN 963-206-453-4

## Kitüntetése
- 2009. január 22-én megkapta posztumusz a Magyar Kultúra Lovagja címet.

## Emlékezete
1990. szeptember 27-én Budapesten megalakult a Lakatos Demeter Csángómagyar Kulturális Egyesület, melynek célja:
- A moldvai csángó magyarok történelmével, néprajzával foglalkozók tevékenységének összehangolása, munkájuk segítése.
- A moldvai csángó magyarok művelődési értékeinek, társadalmi és politikai helyzetének minél szélesebb körben való megismertetése.
- A moldvai csángókkal való kulturális, vallási és emberi kapcsolatok elősegítése.
- A Lakatos Demeter Csángómagyar Kulturális Egyesület története; összeáll. Halász Péter; Lakatos Demeter Csángómagyar Kulturális Egyesület, Bp., 2002 (Csángó füzetek)

## Külső hivatkozások
- Méltatása
- Csángó Tükör
- Magyar Kultúra Lovagja
- Szabófalvi Csángók Közössége (román nyelvű lap)